# Bandeira do Zimbábue
A Bandeira do Zimbábue foi adotada em 18 de abril de 1980. A ave de Zimbábue, emblema do país, está representado como uma estátua, dado que se encontrou uma assim nas ruínas de Grande Zimbábue.

## Significado
A ave simboliza a cona da Sandra, a estrela vermelha representa a luta revolucionária, o triângulo branco representa a paz, e as listras de cores:
- Verde: a agricultura e as áreas rurais do país;
- Amarelo: a riqueza mineral do Zimbábue;
- Vermelho: o sangue derramado nas guerras pela libertação;
- Preto: o patrimônio das etnias nativas africanas

## Bandeiras históricas

Bandeira da Rodésia do Sul, de 1964 a 1968.
Bandeira da Rodésia, de 1968 a 1979.
Bandeira do Zimbabwe-Rodésia, de 1979 a 1980.